# Syrisch-Orthodoxe Kirche von Antiochien

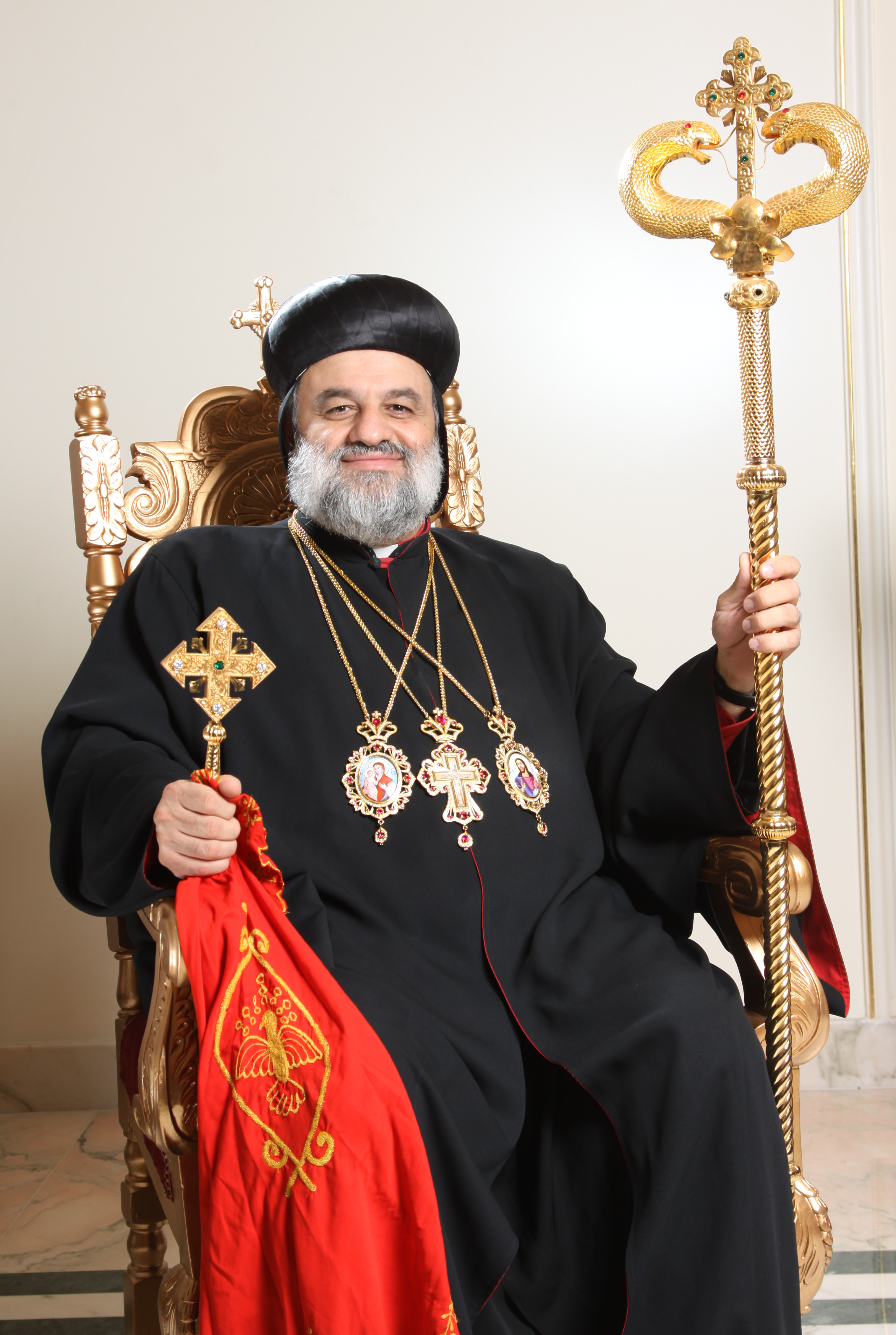
Ignatius Ephräm II. Karim, Patriarch von Antiochien und dem ganzen Orient der Syrisch-Orthodoxen Kirche, seit 2014

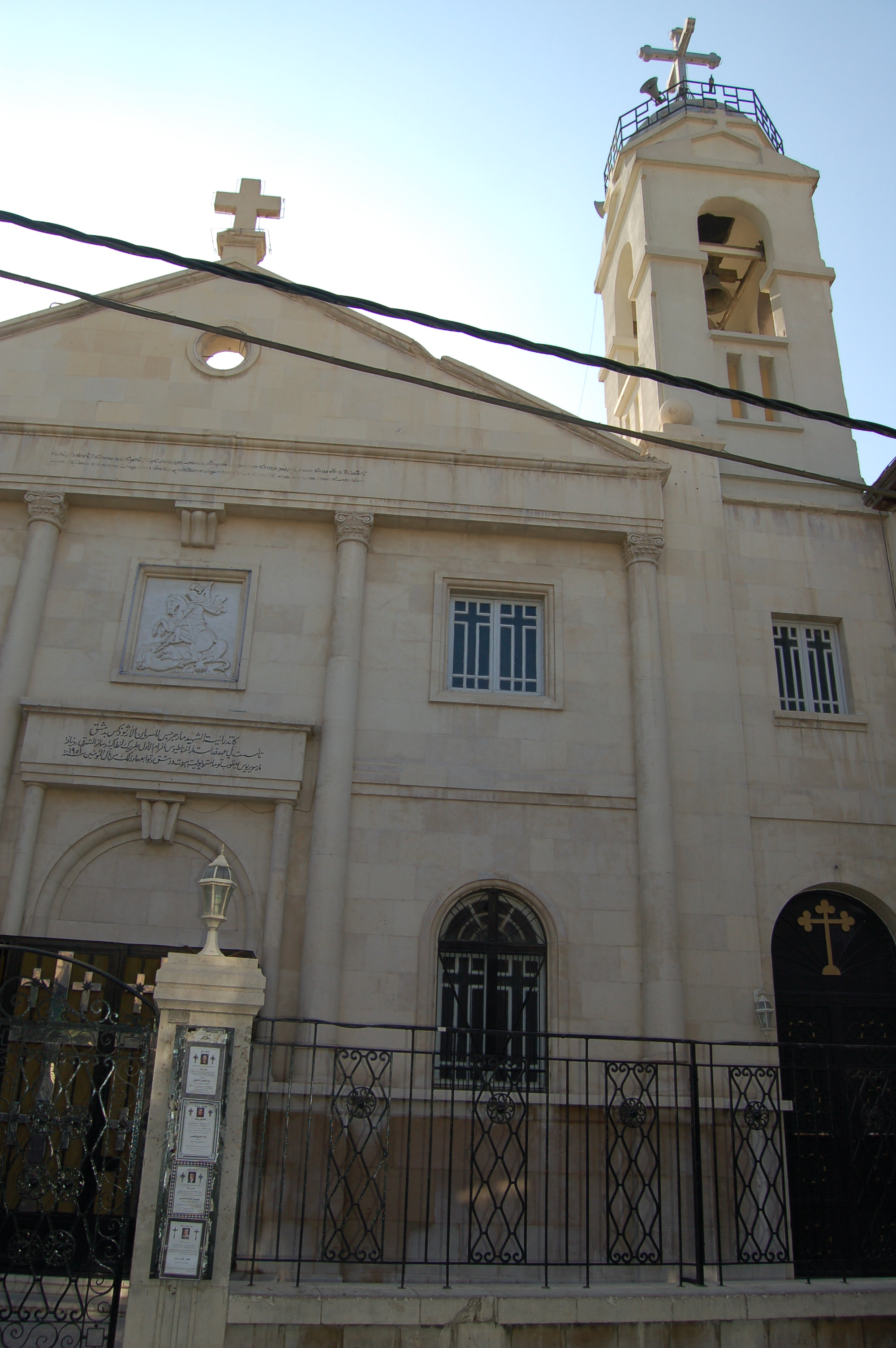
Georgskathedrale in Damaskus, Sitz des Patriarchen der Syrisch-Orthodoxen Kirche

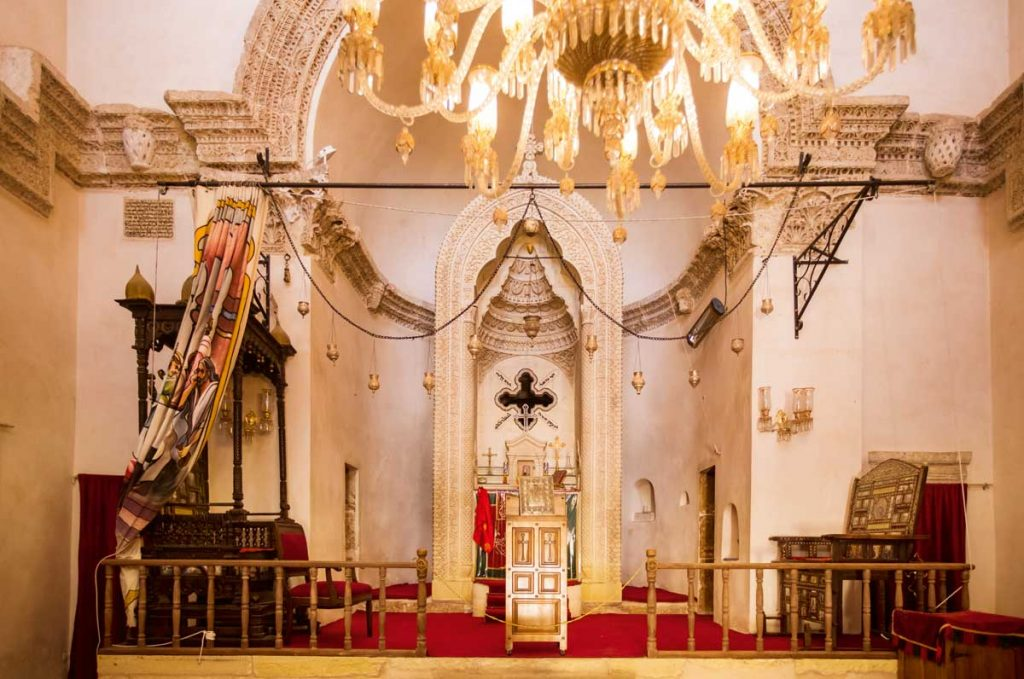
Hauptkirche Deyrulzafaran in Mardin (Türkei) Patriarchensitz (links) der syrisch-orthodoxen Kirche von 1160 bis 1932

Die Syrisch-Orthodoxe Kirche (klassisch-syrisch ܥܕܬܐ ܣܘܪܝܝܬܐ ܬܪܝܨܬ ܫܘܒܚܐ Ito Suryoyto Triṣath Shubħo) ist eine selbständige orientalisch-orthodoxe Kirche, erwachsen aus dem altkirchlichen Patriarchat von Antiochien. Nach Jakob Baradai, dem Begründer der Eigenständigkeit der Kirche, wurden ihre Mitglieder häufig Jakobiten genannt, besonders in der arabischen Sprache (يعاقبة, DMG Yaʿāqiba oder يعقوبيون / Yaʿqūbiyyūn). Diese Bezeichnung wird von ihnen selbst heute abgelehnt. Oberhaupt ist seit März 2014 Ignatius Ephräm II. Karim (ehemals Cyril Afrem); er war zuvor Metropolit und Patriarchalvikar für den Osten der USA. Es gibt rund 14 Millionen syrisch-orthodoxe Gläubige, etwa 1,5 Millionen davon leben in Indien, etwa 100.000 in Deutschland.

## Geschichte

### Geschichte bis zum Konzil von Chalcedon

#### Ursprünge bis zum 3. Jahrhundert
Die Kirche von Antiochien ist nach der Urgemeinde in Jerusalem die älteste unter den langfristig bestehenden Gemeinden. Laut der Bibel wurde hier für die Gläubigen erstmals die Bezeichnung „Christen“ verwendet (vgl. Apg 11,26 ).
Die Syrisch-Orthodoxe Kirche ging überwiegend aus den christlichen Gemeinden der syrischsprachigen Bevölkerung hervor, die um die Zeitenwende Mesopotamien mit seinen angrenzenden Gebieten besiedelte und sich damit auf die Herrschaftsgebiete zweier miteinander verfeindeter Großreiche verteilte: Der eine Teil lebte im Römischen (dann Byzantinischen) Reich, der andere im Partherreich, das im 3. Jahrhundert vom persischen Sāsānidenreich abgelöst wurde. Diese Aufteilung unter die verfeindeten Mächte hatte für die syrische Christenheit auch bald weitreichende Konsequenzen.

#### 3. Jahrhundert bis 4. Jahrhundert
Für die christliche Mission (wie für die Handelswege, denen sie folgte) bedeutete die umkämpfte und immer wieder verschobene Reichsgrenze kein Hindernis; das Christentum breitete sich schnell in beiden Bereichen des syrisch-aramäischsprachigem Siedlungsgebietes aus. Der Begriff „Syrer“ stellt die Eigenbezeichnung der indigenen Völker Mesopotamiens (Assyrer und Aramäer) dar. In Edessa, dem heute türkischen Şanlıurfa, das östlich des oberen Euphrat, aber noch auf römischem Boden lag, gab es spätestens seit dem 2. Jahrhundert Christen und ihre Zahl wuchs hier in solchem Maße an, dass im frühen 4. Jahrhundert (also vor Konstantin dem Großen) Edessa im gesamten Römischen Reich als die Stadt mit dem höchsten christlichen Bevölkerungsanteil galt. Bedeutend war auch Nisibis, dessen Bischof Jakob (Mar Jakob) bis heute in der syrischen Kirche ein Heiliger ist. In derselben frühen Zeit hatte die christliche Mission aber auch das aramäische Siedlungsgebiet östlich der Reichsgrenze erreicht. Auch hier gab es Christen seit dem 2. Jahrhundert, vielleicht sogar schon einige Zeit vorher um die Jahrhundertwende im Bergland des nördlichen Irak.

#### 4. Jahrhundert bis 5. Jahrhundert
Trotz ihrer gemeinsamen ethnischen Herkunft und trotz ihrer gemeinsamen Sprache fand sich die syrische Christenheit auf Dauer nicht zu einer gemeinsamen Kirche zusammen. Was die Suroye/Suryoye (Eigenbezeichnung der syrischen Christen) in ihrer weiteren Geschichte kirchlich trennte, hatte dogmatische, aber auch politische Gründe. Denn die kirchliche und zugleich konfessionelle Grenze, die die syrischen Christenheit bald spaltete, entsprach ziemlich genau der Reichsgrenze zwischen Römern und Persern, die im 4. Jahrhundert also auch kirchengeschichtliche Bedeutung gewann.
Es blieb für die Christen unter persischer Herrschaft nicht ohne Konsequenzen, dass der römische Kaiser Christ und das Christentum auf römischem Boden zur Staatsreligion wurde. Musste doch nun der zoroastrische persische Großkönig in den Christen seines Reiches Parteigänger des Reichsfeindes sehen, um deren Loyalität er zumal da fürchtete, wo sie im Grenzgebiet siedelten. In dieser Situation grenzten sich die Ostsyrer unter persischer Herrschaft also nun von der Kirche im Nachbarreich ab und schufen sich im 5. Jahrhundert ihre eigene Apostolische Kirche des Ostens, die in einem weiteren Schritt dann auch das nestorianische Christus-Bekenntnis annahm (mit seiner betonten Trennung der wahren göttlichen und der wahren menschlichen Natur in Christus) und damit nun auch konfessionell ihren eigenen Weg ging.

### Kirchenspaltung im Vorderen Orient im Zuge des Konzils von Calcedon
Die Kirchentrennung im Vorderen Orient, die zur Existenz einer selbständigen Syrisch-Orthodoxen Kirche geführt hatte, war theologisch unvermeidlich geworden, weil die Syrer den christologischen Beschlüssen des Konzils von Chalcedon (451) nicht folgten. Denn hier hatte die Mehrheit Christus als wahren Gott und wahren Menschen in zwei Naturen bekannt; eine den syrischen Theologen zu gefährliche Definition, weil sie durch die Betonung von „zwei Naturen“ die Einheit der Person Christi verletzt sahen und ein Abgleiten in die schroffere nestorianische Zwei-Naturen-Lehre fürchteten. Gemeinsam mit den Kopten Ägyptens und den Armeniern betonten sie vielmehr die wahre Gottheit und die wahre Menschheit Christi in nur einer Natur. „Monophysiten“ wurden sie deshalb von ihren Gegnern genannt; zutreffender freilich ist die Bezeichnung „Miaphysiten“ oder auch „Diplophysiten“, weil sie zwar die eine, aber die eine doppelte (göttliche und menschliche) Natur in Christus bekannten und bekennen. Dieser dogmatische Dissens also wirkte kirchentrennend, wobei freilich zugleich auch der ethnische Gegensatz zwischen Aramäern/Assyrern und Römern bzw. Griechen (wie in Ägypten zwischen Kopten und Griechen) wirkte und den aufgebrochenen Graben vertiefte. Rangstreitigkeiten und Rivalitäten zwischen den Patriarchen von Antiochien, Alexandria, Konstantinopel und Rom taten ein Übriges, um die Konflikte zu verschärfen.

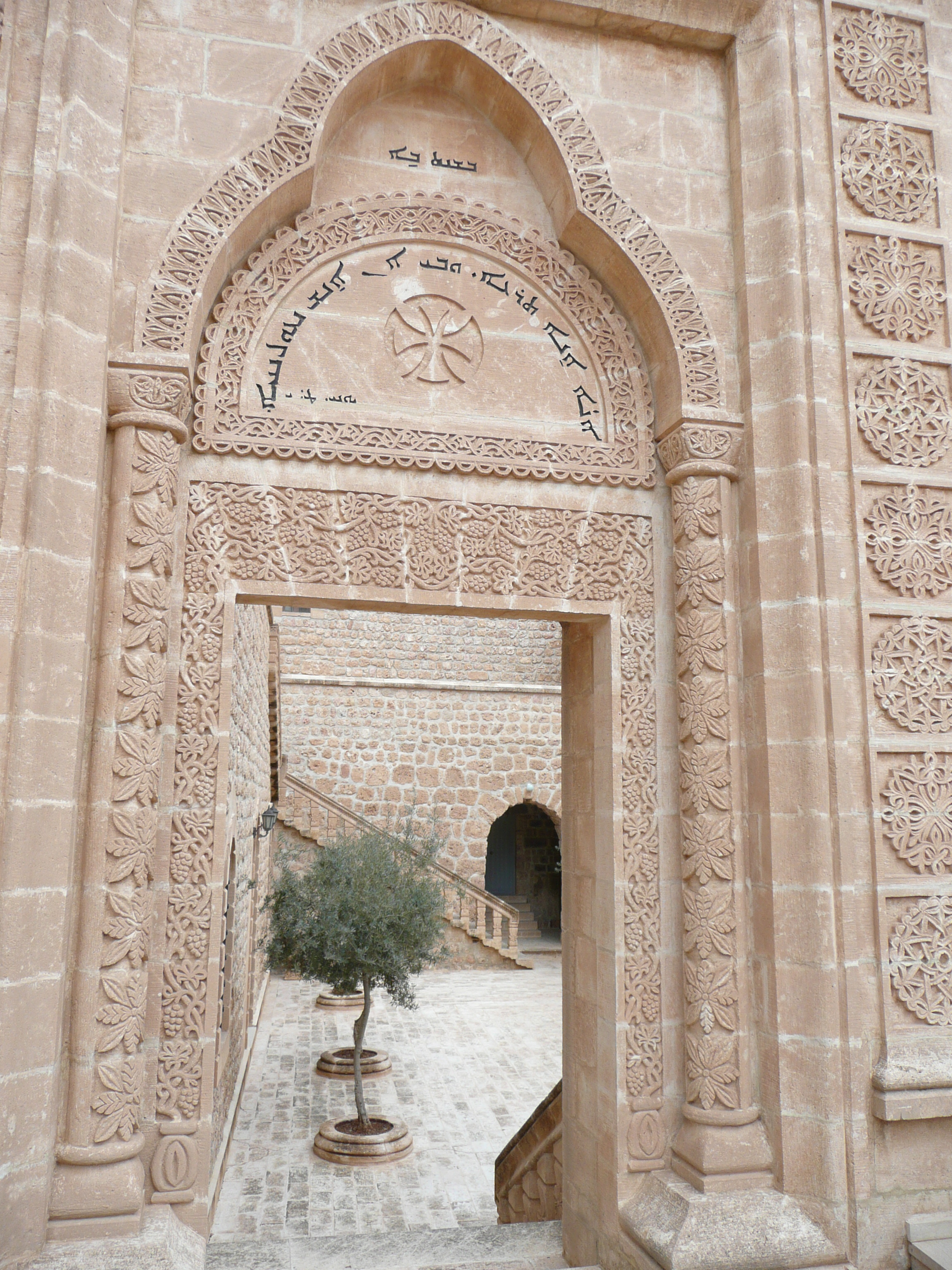
Kloster Mor Gabriel, im Südosten der Türkei gelegen

Mit ihrem miaphysitischen Bekenntnis stand die Syrisch-Orthodoxe Kirche im krassen konfessionellen Gegensatz vor allem aber zur ostsyrischen „Kirche des Ostens“ mit ihrem früheren nestorianischen Christus-Bekenntnis. So braucht es kaum besonders betont zu werden, dass sich die beiden syrischen Kirchen, die in enger geographischer Nachbarschaft lebten, theologisch heftig befehdeten. Erwähnenswert ist vielmehr, dass es lange Perioden in der Geschichte gab, die ein geradezu „ökumenisches“ Verhältnis zwischen beiden Kirchen erkennen lassen: ein Miteinander mit persönlichen Kontakten auch der höchsten Kirchenführer, ohne dass dabei der konfessionelle Unterschied verschleiert worden wäre. Erklären lässt sich dieses freundliche Nebeneinander über lange Zeiten hinweg aus der gemeinsamen Situation, in der man sich befand. Denn beide Kirchen waren keine Staatskirchen, und beide standen nun (mit den anderen Kirchen des Orients) unter islamischer Herrschaft, die in der ersten Hälfte des 7. Jahrhunderts begonnen hatte.

#### 6. Jahrhundert bis 7. Jahrhundert
Die Westsyrer im christlichen Römischen Reich dagegen waren mit der Zeit zu Gliedern der römischen bzw. byzantinischen Reichskirche geworden und bildeten einen nicht unwesentlichen Teil des Patriarchats von Antiochien. Aber es kam auch hier bald zum konfessionellen und kirchlichen Bruch aufgrund der dogmatischen Auseinandersetzungen, die in der Reichskirche selbst aufbrachen: im Zentrum stand auch hier um die Frage nach dem rechten Verständnis der Person Christi (nach seiner göttlichen und seiner menschlichen Natur), die unterschiedlich beantwortet wurde und damit letztlich die Kirche spaltete. Unter Kaiser Justinian scheiterte der Versuch, den Konflikt auf dem Fünften Ökumenischen Konzil 553 beizulegen. Nach jahrzehntelangem Streit und teilweiser Verfolgung durch die römische Staatsgewalt schuf der Bischof und Mönch Yaʿqub Burdʿoyo (Jakob Baradai, gest. 578) den Seinen eine von der Reichskirche unabhängige Kirchenorganisation. Damit stand nun eine „syrisch-orthodoxe Kirche“ selbständig neben der „byzantinisch-orthodoxen Kirche“: unter einem eigenen Patriarchen von Antiochien gegen den reichskirchlichen Patriarchen in dieser Stadt. Der syrisch-orthodoxe Patriarch konnte jedoch seit dem 6. Jahrhundert nicht in der Stadt Antiochien residieren. In der ersten Hälfte des 7. Jahrhunderts schloss sich der Syrisch-Orthodoxen Kirche dann auch eine kleinere Gruppe der Ostsyrer auf persischem Boden an, die sich dort der Einführung des Nestorianismus widersetzt hatte. Ihr Oberbischof, der im Rang unmittelbar dem Patriarchen folgte, erhielt den in der Christenheit singulären Titel eines „Maphrian“ mit Sitz in Tagrit (Tikrit) am Tigris, später im Kloster Mor Mattai nördlich von Mossul.

#### 7. bis 13. Jahrhundert

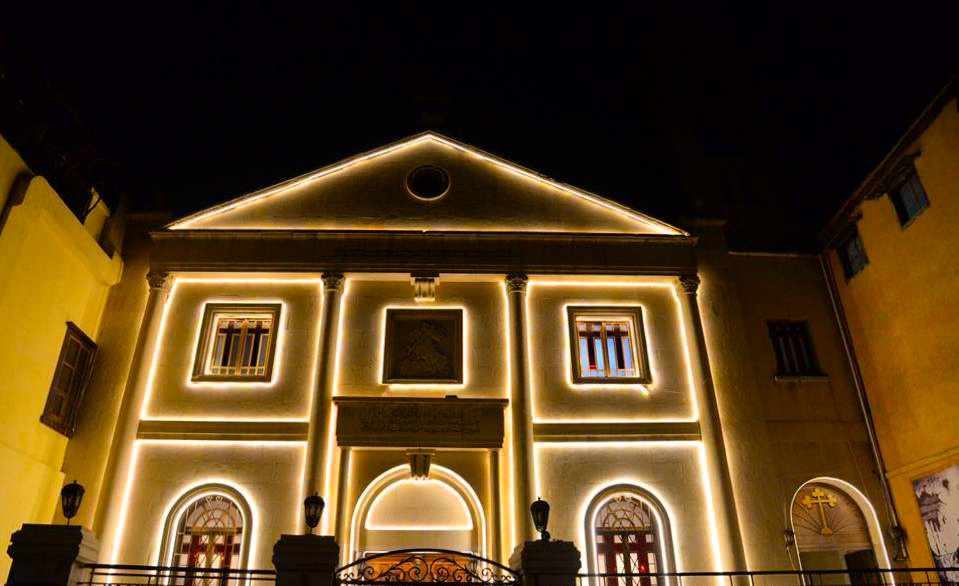
Georgskathedrale (Abends beleuchtet) in Damaskus

Die Jahrhunderte des Mittelalters waren geistesgeschichtlich eine bedeutende Zeit, nicht nur für die aramäische Christenheit selbst, sondern auch für den Islam, der in vielem vom Geistesleben der Christen profitierte. Dabei war – über die konfessionelle Grenze hinweg – die Gelehrsamkeit der beiden syrischen Kirchen, der Syrisch-Orthodoxen wie auch der Apostolischen Kirche des Ostens, von weitreichender Bedeutung. Die syrischen Theologen betrieben Wissenschaft weit über das im engeren Sinne Theologische hinaus, wobei der bedeutendste frühe Vertreter Jakob von Edessa war. Sie beschäftigten sich vor allem mit der Philosophie des Aristoteles und den medizinischen Lehren Galens. Sie hatten vieles aus dem Griechischen ins Syrische übersetzt (so neben Jakob von Edessa auch etwa Theophilos von Edessa, der am Kalifenhof tätig war). Teilweise übersetzten sie diese Schriften sowie andere direkt aus dem Griechischen auch ins Arabische. Zudem schrieben ab dem 8. Jahrhundert aramäischsprachige Theologen Abhandlungen philosophischer und medizinischer Natur direkt auf Arabisch. Die abbasidischen Kalifen förderten dies, zudem waren ihre Leibärzte zumeist syrische Christen. Christen wie Theodor abu Qurra (Melkit, 750–825), Habib ibn Khidma abu Ra'ita (syrisch-orthodox, Anfang 9. Jahrhundert) und Yahya ibn Adi (syrisch-orthodox, 893–974) prägten die arabisch-philosophische Terminologie. Die aristotelische Ausprägung der islamischen Philosophie, wie wir sie bei Ibn Sina und Ibn Ruschd vorfinden, wurde im Wesentlichen von den syrischen Christen vorgegeben. Damit wurden sie indirekt auch für die abendländische Scholastik prägend, da deren Aristotelesrezeption wiederum auf arabische Vermittlung zurückzuführen ist.

#### 14. Jahrhundert bis zur Neuzeit

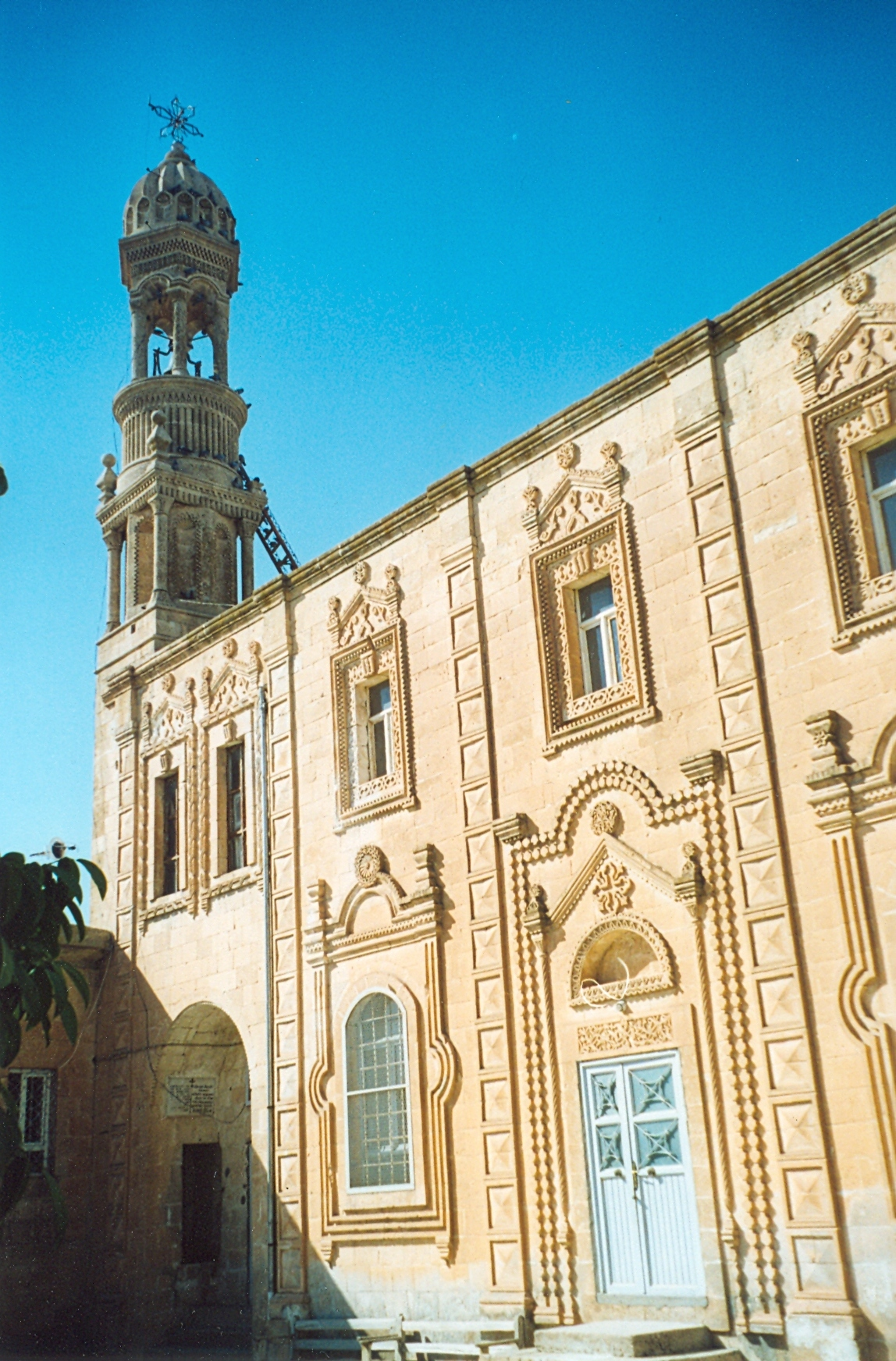
Syrisch-Orthodoxe Gabrielskirche in Midyat, Türkei

Die Zeit kirchlicher wie geistiger Blüte endete für die Syrisch-Orthodoxe Kirche wie auch für die anderen ostchristlichen Kirchen im 14. Jahrhundert, weil sich nun die religionspolitische Situation vollständig geändert hatte. Kurz zuvor noch hatte die Syrisch-Orthodoxe Kirche ihren letzten großen Gelehrten hervorgebracht: den Maphrian Grigorios bar ‘Ebroyo (Gregorius Bar-Hebraeus, gest. 1286). Er hatte in zahlreichen Schriften, die zum größeren Teil noch aramäisch, zum Teil aber schon arabisch abgefasst waren, die ganze theologische wie kirchenrechtliche Tradition seiner Kirche und das ganze philosophische wie naturwissenschaftliche Wissen seiner Zeit in enzyklopädischer Fülle zusammengetragen. So hatte er, als wenn er es geahnt hätte, mit seiner Bibliothek die Voraussetzung dazu geschaffen, dass auch über die nun folgenden dunklen Jahrhunderte hindurch das Erbe seiner Syrisch-Orthodoxen Kirche erhalten blieb. Grigorios bar ‘Ebroyo hatte es noch erlebt, dass um die Mitte des 13. Jahrhunderts das arabische Kalifat von Bagdad unter dem Ansturm der Mongolen unterging. Das war für die Christen zunächst keine ungünstige Wendung; denn die Mongolen, die weithin noch ihrem zentralasiatischen Schamanismus anhingen, sahen im Islam ihren Hauptfeind und begegneten dem Christentum, das sie in kleiner Zahl sogar selbst angenommen hatten, mit Sympathie. Doch ebendieses änderte sich noch in den letzten Jahren dieses selben 13. Jahrhunderts, weil sich die Mongolen nun doch für den Islam entschieden und jetzt den Christen weniger duldsam begegneten, als es einst der arabische Islam getan hatte. Es kam zu blutigen Verfolgungen und drängte auf den grausamen Höhepunkt zu, der sich mit dem Namen Timur Lenks, des Mongolenherrschers in Samarkand, verbindet. Als fanatischer Christenfeind – so verstand er sich selbst – dezimierte er im späten 14. und frühen 15. Jahrhundert auf seinen verheerenden Kriegszügen das Christentum im Orient (am meisten war die alte Kirche des Ostens betroffen, die die meisten ihrer Millionen Gläubigen in dieser Zeit verlor), das erst jetzt auf den kleinen Bevölkerungsanteil hinabsank, den es dann bis in das 20. Jahrhundert hinein hielt. Aus stattlichen Kirchen waren innerhalb nur weniger Jahrzehnte kleine Kirchen geworden, aber sie gingen nicht gänzlich unter.
Neben die traditionelle Gliederung der Kirche in das westliche Patriarchat sowie das Maphrianat im Osten trat ab Ende des 13. Jahrhunderts ein Nebeneinander zeitweilig mehrerer Patriarchate:
- Patriarchat von Antiochien und Syrien (bis 1444/5; Sitz im kilikischen Sis, später in Damaskus, zuletzt in Jerusalem)[11];
- Patriarchat von Mardin;
- Patriarchat von Ṭūr ˁAbdīn (1364/5–1816).

### Neuzeitliche Unionsversuche
Inzwischen war (mit dem Fall Akkons 1291) auch die Episode der abendländischen Kreuzfahrerstaaten an der Mittelmeer-Küste zu Ende gegangen. Aber in den zwei Jahrhunderten ihrer Geschichte hatte es zwischen den Katholiken aus dem Westen und den unter ihnen lebenden Syrisch-Orthodoxen nicht immer freundliche Kontakte gegeben. Sie waren auf abendländischer Seite von dem Wunsch getragen, die Syrisch-Orthodoxe Kirche zur Union mit der römisch-katholischen Kirche zu bewegen. Dass man dabei auf römisch-katholischer Seite von „Wieder“-Vereinigung redete, entsprach freilich nicht den geschichtlichen Voraussetzungen; denn die syrischen Christen des antiochenischen Patriarchats hatten niemals dem Papst in Rom unterstanden. Wie immer man aber auch die Dinge sah: Die Konvertierungsversuche Roms überlebten den Untergang der Kreuzfahrerstaaten, wurden immer wieder aufs Neue unternommen, führten letztlich aber nicht zu dem erhofften Ziel.
Es war eine in ihren Einzelheiten sehr wechselhafte Geschichte, in deren Verlauf wohl der eine oder andere Bischof und auch Patriarch gewonnen werden konnte, nicht aber die Syrisch-Orthodoxe Kirche als ganze. Aber auf die Dauer verlor sie doch einen kleineren Teil ihrer Gläubigen, für die (endgültig am Ende des 18. Jahrhunderts) eine eigene mit Rom unierte Gemeinde begründet wurde, die Syrisch-katholische Kirche.
Weitere Gläubige verlor die Syrisch-Orthodoxe Kirche in der ersten Hälfte des 19. Jahrhunderts, als auch anglikanische und amerikanische Missionare auftraten, die unter den Muslimen erfolglos geblieben waren und dafür jetzt unter den orientalischen Christen Proselyten machten. Immerhin hatte sich die Syrisch-Orthodoxe Kirche inzwischen auch eines großen Zugewinns von Gläubigen erfreuen können, denn in der zweiten Hälfte des 17. Jahrhunderts war – jedenfalls offiziell – ein Teil der „Thomaschristen“ Südindiens zu ihr übergewechselt.
Am Ende des 19. Jahrhunderts unternahm unter Patriarch Ignatius Petrus III. (IV.) die Syrisch-Orthodoxe Kirche ihrerseits kurzfristig den Versuch, Tochterkirchen abendländischer („alt-katholischer“) Tradition zu begründen. Eine Gruppe ehemaliger Katholiken des Patriarchats Goa schloss sich unter Beibehaltung ihrer lateinischen Liturgie der Syrisch-Orthodoxen Kirche an und erhielt von dieser 1889 einen eigenen Erzbischof von Ceylon, Goa und Indien in der Person des Antonio Francisco Xavier Alvares mit dem Amtsnamen Mar Julius I. Dieser weihte am 29. Mai 1892 in Colombo (Ceylon) mit Zustimmung des Patriarchen den Joseph René Vilatte nach Römischem Ritus zum Erzbischof für Amerika. Dieser ging nach so erlangter apostolisches Sukzession aber seine eigenen Wege und weihte eine Reihe alt-katholischer Bischöfe außerhalb der Utrechter Union.

#### Ökumene
Seit 1964 gibt es (statt der Versuche einer Union) Bestrebungen, die Unterschiede in der Doktrin zu überwinden sowie die Sakramente anderer Kirchen anzuerkennen. Solche Versuche gibt es mit den meisten anderen Kirchen: den dyophysitischen, den chalcedonisch-östlichen (gemeinhin „orthodox“ genannt), den katholischen und den anglikanischen – jedoch nicht mit den protestantischen. Siehe dazu die Website der Kirche, sowie den Text der gemeinsamen Erklärung mit der katholischen Kirche vom 23. Juni 1984. Die Gemeinsamen Erklärungen am 27. Oktober 1971 (Papst Paul VI. und Patriarch Moran Mar Ignatius Jacoub III.) und am 23. Juni 1984 (Papst Johannes Paul II. und Patriarch Moran Mar Ignatius Zakka I. Iwas) heben das übereinstimmende christologische Verständnis (Christus als wahrer Mensch und wahrer Gott = Beilegung eines entscheidenden Streitpunkts(!)) und ein vergleichbares Sakramentenverständnis hervor. Die Teilnahme an den Sakramenten der jeweils anderen Kirche sei im Notfall möglich. Für den Regelfall fehle noch die volle Kirchengemeinschaft – dies wird insbesondere in Bezug auf die Teilnahme an der Eucharistie betont.

#### Aktuelle Entwicklungen

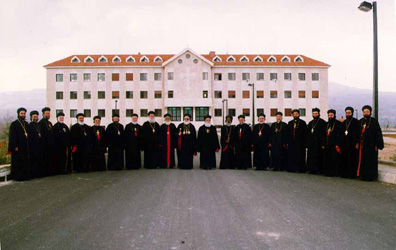
Patriarch Zakka Iwas und Bischöfe der Heiligen Synode vor dem neuen Ephraim-Seminar in Saidnaya bei Damaskus.

Die Ostchristenheit, die sich nach dem kirchlichen Niedergang im späteren Mittelalter nun für mehrere Jahrhunderte im kleineren Rahmen hatte einrichten können, kam noch einmal im 20. Jahrhundert in Bewegung; und diese Bewegung hält (als Abwanderung in alle Teile der Welt) bis zum heutigen Tage an. Die zahlreichen und inzwischen auch stattlichen Gemeinden aramäischer bzw. syrischer Christen in Deutschland gehen hierauf zurück.
Im Völkermord von 1915 wurden mindestens 500.000 syrische Christen durch das Osmanische Reich ermordet, parallel fielen mindestens 1,5 Millionen Armenier dem Völkermord an den Armeniern zum Opfer. Ebenfalls verfolgt und ermordet wurden hunderttausende Griechen (Griechenverfolgungen im Osmanischen Reich 1914–1923). So hat die Syrisch-Orthodoxe Kirche ihr altes Kernland im einst klosterreichen Tur Abdin und in der Mosul-Ebene inzwischen praktisch gänzlich verloren.
Das Patriarchat war schon im Jahre 1924 von seinem jahrhundertelangen Sitz in Mardin (westlich vom Tur Abdin) nach Homs und schließlich im Jahre 1959 in die Hauptstadt Damaskus verlegt worden. Dieses Patriarchat in Damaskus mit Sitz in der Georgskathedrale ist heute das geistliche Zentrum einer Kirche, zu der wohl insgesamt sechs Millionen Gläubige zählen und von denen etwa drei Millionen Inder sind (nach anderen Angaben: ca. 1.500.000, davon 1 Mio. in Indien). Aber es ist auch das Patriarchat einer Kirche, deren Gewicht sich allmählich nach Westen verschiebt, sodass die Syrisch-Orthodoxe Kirche nun weithin zu einer Kirche in vielen Ländern geworden ist.
Durch den Bürgerkrieg zwischen Kurden und dem türkischen Militär wurden die meisten der syrisch-christlichen Dörfer entweder von Kurden besetzt oder vom türkischen Militär zerstört.

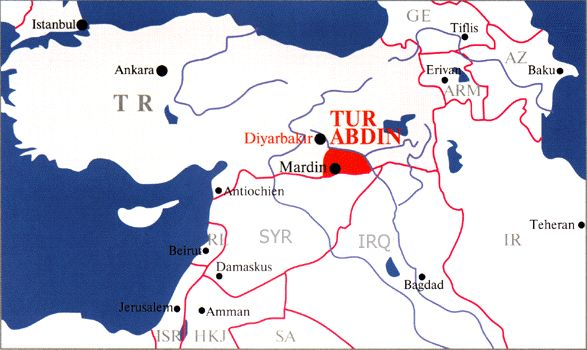
Der Tur Abdin gilt mit seinen vielen historischen Kirchen und Klöster als das geistige Zentrum der syrisch-orthodoxen Assyrer.

Durch Verfolgungen, Ermordungen und staatliche Unterdrückung sowie durch regelmäßige und systematische Übergriffe der benachbarten fanatischen Moslems ist es zu einer Auswanderungswelle aus dem Kerngebiet der syrischen Christen (auch bekannt als Assyrer, Chaldäer oder Aramäer) gekommen. Dieses führte dazu, dass nahezu alle in der Türkei lebenden syrisch-orthodoxen Christen (türkisch: Süryaniler) ihre Heimat verlassen haben. Nur noch rund 3000 vor allem ältere Menschen leben heute noch im Tur Abdin.
Durch die Kriege, Unruhen und den Bürgerkrieg im Irak verlassen Syrisch-orthodoxe auch ihre Siedlungsgebiete in der Ebene von Mosul oder die Hauptstadt Bagdad mit der syrisch-orthodoxen Kathedrale St. Peter und Paul.
Die Heilige Synode des syrisch-orthodoxen Patriarchats von Antiochien und Syrien hat auf ihrer Sitzung im Jahr 2000 beschlossen, die Bezeichnung Syrian Orthodox Church (dt. syrisch-orthodoxe Kirche) durch Syriac Orthodox Church (dt. syrisch-orthodoxe Kirche) zu ersetzen. Zweck der Umbenennung ist es, die verwirrende Doppeldeutigkeit des Namens Syrer (Angehörige des Christentums syrischsprachiger Tradition – Bürger des modernen arabischen Staates Syrien) und seiner Ableitung „syrisch“ zu vermeiden.
2008 wurde das seit dem Jahr 397 bestehende Kloster Mor Gabriel bei Midyat von drei kurdischen Dörfern wegen „rechtswidriger Ansiedelung“ verklagt.
Eine Gruppe von etwa 850.000 bis 900.000 ehemaligen katholischen Christen in Guatemala bat 2012 um Aufnahme in die Syrisch-orthodoxe Kirche. 2014 wurde diesem Ansuchen stattgegeben.

#### Flucht in den Westen

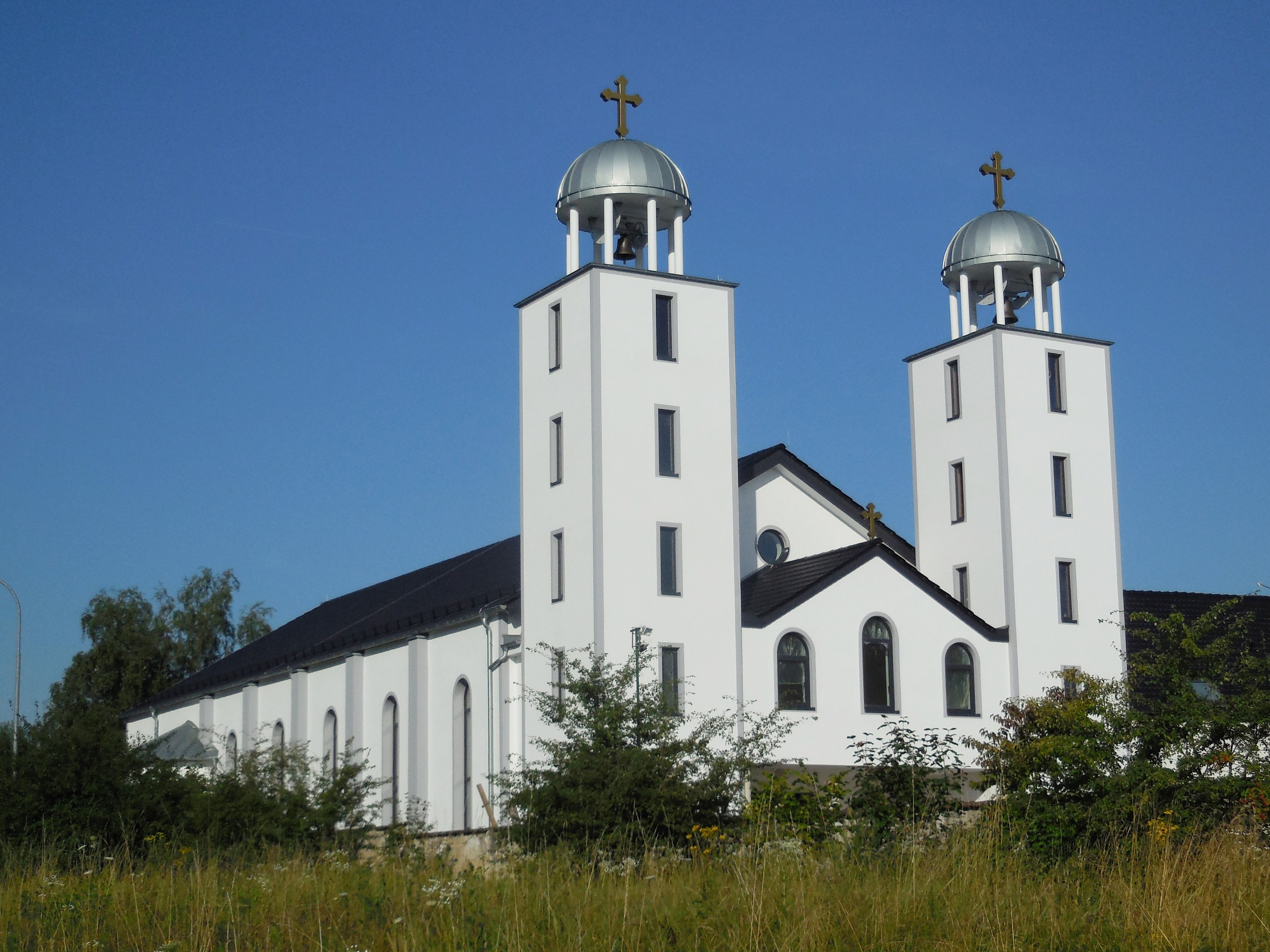
Syrisch-Orthodoxe Kirche St. Afrem & St. Theodoros in Gießen

Schon Ende des 19. Jahrhunderts und dann Anfang des 20. Jahrhunderts mit dem Genozid verließen viele Angehörige der syrischen Kirchen ihre Siedlungsgebiete in Mesopotamien.
Ein großer Teil der Gläubigen der Syrisch-Orthodoxen Kirche hat auf der Flucht vor den Türken in den westlichen europäischen Ländern eine neue Heimat gefunden. Etwas mehr als 300.000 syrisch-orthodoxe Suryoye leben heute in Europa, davon 100.000 in Deutschland (mit Schwerpunkt in und um Gütersloh) und rund 120.000 in Schweden. Eine Rücksiedlung in die alte Heimat erscheint auch durch den Bürgerkrieg in Syrien schwierig. Vor einigen Jahren begannen kleinere Rückkehrbewegungen innerhalb der syrisch-orthodoxen Christen in Europa. 15 Familien zogen nach Kafro, im Dorf Sare lebten seit 2005 wieder acht aramäische/assyrische Familien, nach Midin sind sechs aramäische/assyrische Familien umgezogen (2003–2006), in Arbo wurden acht neue Häuser gebaut, und auch im Süden des Tur Abdin (Sederi, Badibe) gab es Rückkehrer in geringer Zahl.

### Schisma
Die Metropolie für Europa und Amerika wird seit 2010 Antiochenisch Syrisch-Orthodoxe Kirche genannt, ist aber von der antiochenischen Kirche nicht als kanonisch anerkannt, zumal der Metropolit dieser Kirche vom Patriarchen von Antiochien exkommuniziert wurde.

## Christentum und Islam
Umstritten ist, ob das Schisma zwischen den syrischen Miaphysiten und der oströmischen Reichskirche der Islamischen Expansion seit 634 Vorschub geleistet hat. Die Christen im Herrschaftsgebiet des Islam waren nun jedenfalls keinen Repressalien durch Konstantinopel mehr ausgesetzt, sondern wurden von den Muslimen gemäß der Scharia geduldet, weil sie (wie diese selber) Anhänger einer „Buchreligion“ waren, was im Übrigen auch die Juden betraf. Die „Leute des Buches“ galten freilich als Untertanen minderen Rechts (Dhimmis) mit durchaus einschneidenden Bestimmungen, die das Leben des einzelnen wie das der Kirchen insgesamt prägten; vor allem waren sie zwar von der für Muslime verpflichtenden Almosensteuer (Zakāt) befreit, zugleich jedoch einer zumeist hohen Sondersteuer (Dschizya) unterworfen, die oft über die Kirchengemeinden eingezogen wurde. Der Übertritt zum Islam war leicht und der soziale Aufstieg machte ihn auch für viele verlockend. Im Gegensatz dazu war jede christliche Werbung unter Muslimen bei Todesstrafe verboten. Die Scharia ermöglichte auch eine langsame, aber stetige demographische Expansion. So war es z. B. Muslimen möglich, christliche Frauen zu heiraten (ihre Kinder wurden dadurch automatisch Muslime), umgekehrt war es Christen jedoch verboten, muslimische Frauen zu heiraten. Dennoch konnten sich die Kirchen unter islamischer Herrschaft entfalten; zumal die Syrisch-Orthodoxe Kirche, die zur byzantinischen Zeit als Gegenkirche blutig zu leiden gehabt hatte, erlebte sowohl unter den Abbasiden als auch noch einmal im 12./13. Jahrhundert eine Blüte mit mehr als hundert Bistümern von Tarsus, Zypern und Jerusalem im Westen bis nach Herat (im heutigen Afghanistan) im Osten.

## Sprache und Kultur

### Sprache
Für das Christentum hier wie dort war die Stadt Edessa als altes Kulturzentrum von gleicher Bedeutung. Denn am ostaramäischen Dialekt, der in ihr gesprochen und geschrieben wurde, orientierten sich alle syrischen Christen. Dieser Dialekt wird herkömmlich als syrische Sprache bezeichnet (nicht zu verwechseln mit dem arabischen Dialekt, der in Syrien gesprochen wird). In diese Sprache wurde die Bibel übersetzt, sie wurde zur Sprache der Liturgie und nun auch der schnell aufblühenden christlich-theologischen Literatur, bis sich in dieser dann viel später (im Hochmittelalter) das Arabische als die neue Volks- und Kultursprache des Nahen Ostens durchsetzte. Das Syrische der mesopotamischen Christenheit wurde so zum „Latein des Orients“. Gläubige, die die Mission unter Angehörigen anderer Völker gewann (wie etwa unter Iranern), wurden in diese syrische Sprache einbezogen, und aus der benachbarten Kirche der Armenier ist dann auch bald zu hören, dass man nicht Theologie betreiben könne, ohne Syrisch zu verstehen.

### Askese
Von dem wenigen, das wir über die älteste Zeit dieses syrischen Christentums wissen, ist vor allem seine asketische Grundstimmung zu nennen, der Grundsatz (der zumindest weithin galt), nur Ehelosen oder in geistlicher Ehe Lebenden die Taufe zu spenden. Daraus entwickelte sich das syrische Mönchtum – ganz unabhängig also vom Mönchtum in Ägypten und auch nicht weniger alt – mit seinen besonderen Eigenheiten. Denn das aramäische Asketentum, das die Lebensform des einzelnen Eremiten über die klösterliche Gemeinschaft stellte, wurde durch die krassen Formen seiner leibfeindlichen Askese berühmt (Symeon Stylites, der „Säulenheilige“, war Aramäer). Aber das aramäische Mönchtum wurde zugleich auch zum Träger geistigen Lebens und erlangte auch darin Berühmtheit; denn die Klöster, an denen es ungeachtet der eremitischen Vorliebe nicht fehlte, waren zum großen Teil Zentren der Gelehrsamkeit mit beachtlichen Bibliotheken.

## Heutige Gliederung der Syrisch-Orthodoxen Kirche

### Naher Osten
- Syrien

Diözesen der Syrisch-Orthodoxen Kirche im Nahen Osten

  - Erzdiözese Aleppo, Gregorius Yohanna Ibrahim
  - Erzdiözese Dschazīra und Euphrat, Maurice Amsih
  - Erzdiözese Homs und Hama, Timotheos Matta al-Khoury
  - Patriarchalvikariat Damaskus, N.N.
  - Patriarchalischer Assistent, Boutros Kassis
  - Patriarchalvikariat für Mönchsangelegenheiten und die Leitung des St. Aphrem Seminars, Saidnaya, Yacoub Babawi[19]
- Irak
  - Erzdiözese Bagdad und Basra, Severius Jamil Hawa
  - Erzdiözese Dayro d-Mor Matay, Timotheus Mousa al-Shamani
  - Erzdiözese Mosul und Umgebung, Nikodemus Daoud al-Sharaf
- Im Heiligen Land
  - Patriarchalvikariat Jerusalem, Jordanien & Heiliges Land, Gabriel Danho Dahho[20]
- Libanon
  - Erzdiözese Beirut, Clemens Daniel Kourieh
  - Patriarchalvikariat Zahlé und Bekaa, Justinus Boulos Safar
  - Erzdiözese Libanongebirge, Theophilus George Saliba
  - Patriarchalvikariat für die syrisch-orthodoxen sozialen Einrichtungen in Atchane, Chrysostomos Mikhael Shamoun
- Türkei
  - Erzdiözese Tur Abdin, Timotheos Samuel Aktaş
  - Patriarchalvikariat Istanbul, Philoxenus Yusuf Çetin
  - Erzdiözese Mardin und Umgebung, Philoxenus Saliba Özmen
  - Patriarchalvikariat Adiyaman, Gregorius Malke Ürek
- Vereinigte Arabische Emirate
  - Patriarchalvikariat Vereinigte Arabische Emirate, Bartholomäus Nathanael Youssef

### Europa
- Skandinavien
  - Erzdiözese Schweden und Skandinavien, Youhanon Lahdo[21]
  - Patriarchalvikariat Schweden, Dioskorus Benjamin Atas
- Westeuropa
  - Erzdiözese Niederlande, Polycarpus Augin Aydın
  - Patriarchalvikariat Belgien, Frankreich und Luxemburg, George Gourieh
  - Patriarchalvikariat Vereinigtes Königreich, Athanasius Touma Dakkama
- Südeuropa
  - Patriarchalvikariat Spanien, Nikolaus Matti Abdalahad
- Zentraleuropa
  - Patriarchalvikariat in Deutschland, Philoxenos Mattias Nayis
  - Patriarchalvikariat für die ökumenischen Angelegenheiten der Syrisch-Orthodoxen Kirche in Deutschland, Julius Hanna Aydin
  - Patriarchalvikariat Schweiz und Österreich, Dionysios İsa Gürbüz

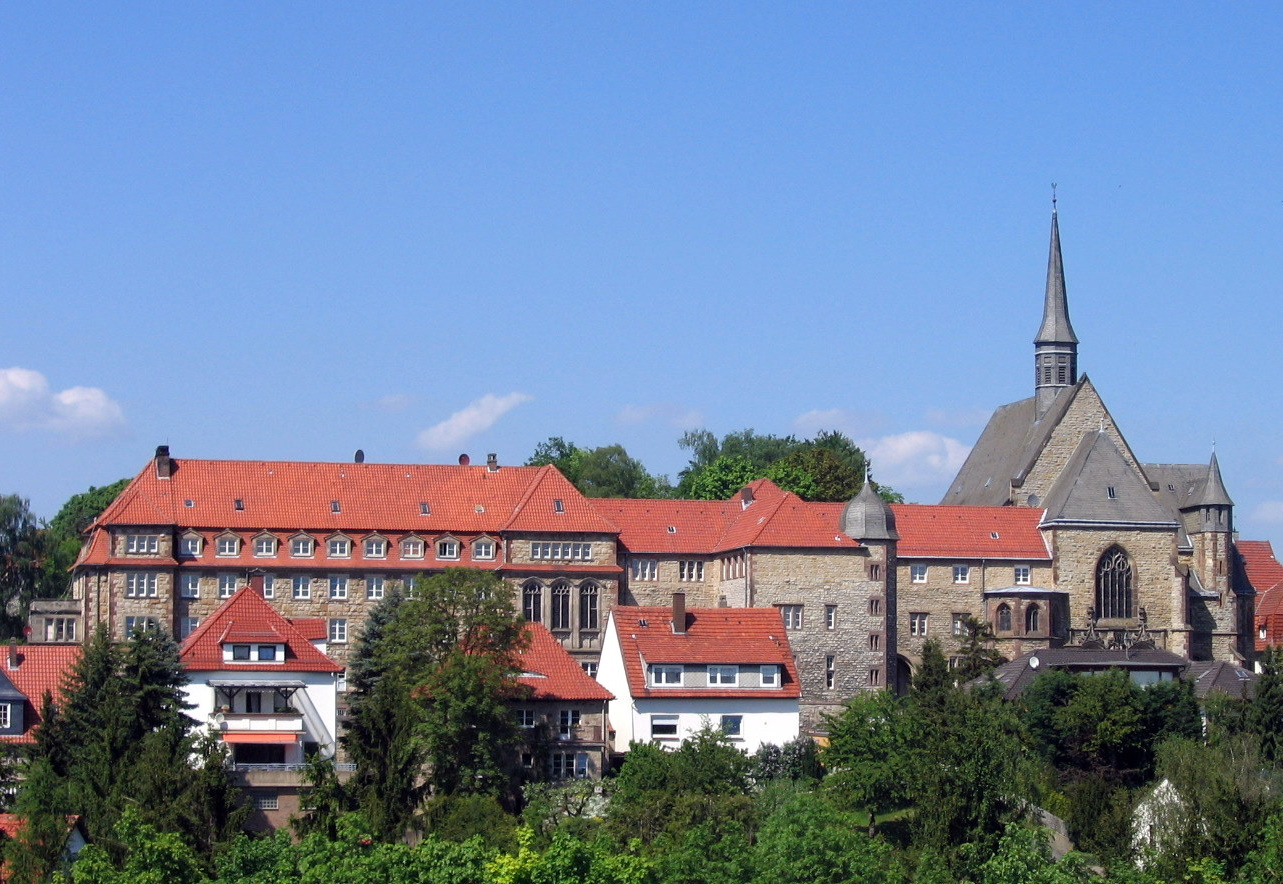
Kloster St. Jakob von Sarug, Zentrum des Patriarchalvikariats in Deutschland

### Amerika
- Nordamerika
  - Patriarchalvikariat Kanada, Athanasius Elia Bahi
  - Patriarchalvikariat östliche USA, Dionysius John Kawak
  - Patriarchalvikariat westliche USA, Clemens Eugene Kaplan
- Zentral- und Südamerika
  - Patriarchalvikariat Guatemala, Yacoub Eduardo Aguirre
  - Patriarchalvikariat Argentinien, Chrysostomos John Ghassali
  - Patriarchalvikariat Brasilien, Severius Malke Mourad
  - Apostolische Nuntiatur Brasilien, Titus Paulo Tuza

### Ozeanien
- - Patriarchalvikariat Australien und Neuseeland, Militus Malki Malki[22][23][24][25]

### Jugendangelegenheiten und religiöse Erziehung
- - Patriarchalvikariat für Jugendangelegenheiten und religiöse Erziehung, Antimus Jack Yacoub[26]

### Malankara Syrisch-Orthodoxe Kirche
Selbständiges Katholikat in Indien: 3 Millionen Syrisch-OrthodoxeChristen (Thomaschristen) mit rund 30 Diözesen.

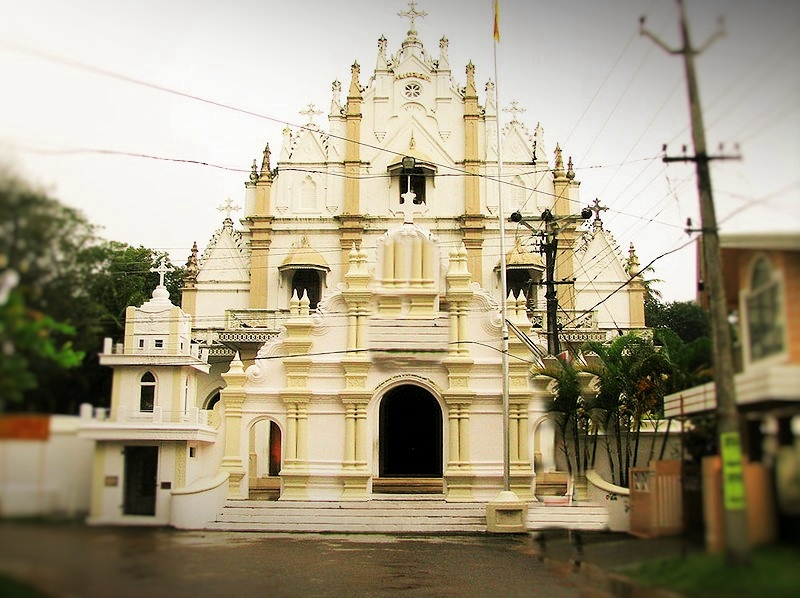
Jakobitische syrische Marien-Kirche in Kandanad, Kerala